# Memorial nacional de Coronado
El Memorial nacional de Coronado (en inglés Coronado National Memorial) conmemora la primera expedición organizada en el sudoeste de los Estados Unidos, por el conquistador español Francisco Vázquez de Coronado, el monumento está situado en un entorno natural, en la frontera internacional en el flanco de las Montañas Huachuca, en Sierra Vista sudeste, Arizona. El monumento confirma los lazos que unen a los Estados Unidos y México.

## Construcción y nombramiento
Las declaraciones oficiales indican que fue diseñado inicialmente como un gesto de buena voluntad y cooperación entre Estados Unidos y México, a través del reconocimiento de la expedición de Coronado a la zona en 1540. El lugar fue designado el 18 de agosto de 1941 como Coronado international memorial, con la esperanza de que un área adyacente comparable se establecería en México. El acuerdo podría haber sido similar a la del Parque internacional de la Paz Waterton-Glacier entre los Estados Unidos y Canadá. Sin embargo, a pesar del interés por parte del gobierno de México, el monumento mexicano nunca fue creado, por lo tanto, el Congreso cambió la denominación autorizada para un monumento nacional el 9 de julio de 1952. El monumento fue establecido como memorial nacional oficialmente por Harry S. Truman el 5 de noviembre de ese año. Al igual que con todas las áreas históricas administradas por el Servicio de Parques Nacionales, el monumento nacional fue incluido en el Registro Nacional de Lugares Históricos el 15 de octubre de 1966.

## Atracciones
La principal atracción del memorial es la cueva Coronado, que se encuentra a aproximadamente 1,5 km del centro de visitantes del memorial, donde previo a acceder a ella se debe obtener un permiso. La cueva tiene 600 m de largo y 70 pies de ancho, cuenta con varios pasajes que se pueden recorren en un lapso de 2 horas. La cueva también se conoce como cueva de Moctezuma. Existe una leyenda que dice que la cueva fue el lugar en dónde los apaches se escondieron cuando fueron perseguidos por el ejército de los Estados Unidos a principios del siglo XIX.